# Richard Rush (ambassadeur)
Pour les articles homonymes, voir Rush et Richard Rush (homonymie).
Richard Rush (29 août 1780 à Philadelphie – 30 juillet 1859) est un juriste, diplomate et homme d'État américain. Il fut successivement procureur général des États-Unis de 1814 à 1817, ambassadeur auprès du Royaume-Uni, de 1817 à 1825, secrétaire du Trésor des États-Unis de 1825 à 1829 ,candidat à la vice-présidence lors de l'élection présidentielle de 1828  et ambassadeur en France de 1847 à 1849.

## Famille et études
Richard est le troisième enfant de Benjamin Rush, l'un des signataires de la Déclaration d'indépendance, et de Julia (Stockton) Rush. Il entre au College of New Jersey (aujourd'hui devenu l'université de Princeton) à l'âge de 14 ans et en ressort diplômé, en 1797, il était alors le plus jeune membre de sa promotion. Il est admis au barreau en 1800, après avoir étudié le droit chez William Lewis, l'un des leaders du barreau de Philadelphie. Il épouse Catherine Eliza Murray le 29 août 1809. Ils auront dix enfants, dont trois fils et deux filles qui lui survivront.

## Publications
- A residence at the court of London, Londres, R. Bentley, 1833. (OCLC 12497251)
- Mr. Rush, Envoyé Extraordinaire & Ministre Plenipotentiaire des États-Unis d'Amérique, Paris ?, 184-?. (OCLC 26156869)
- Memoranda of a residence at the court of London comprising incidents official and personal from 1819-1825, including negotiations on the Oregon question, and other unsettled questions between the United States and Great Britain, Philadelphie, Lea & Blanchard, 1845. (OCLC 12492949)

## Sources
- (en) John Gilmary Shea, The Historical Magazine and Notes and Queries…, vol. III, New York: Charles B. Richardson, 1859. (OCLC 173999175)
- (en) John Harvey Powell, Richard Rush, Republican Diplomat, 1780-1859, University of Pennsylvania Press, 1942.
- (en) « Richard Rush » dans The United States Democratic Review, 1840, pages 301-325.
- (en) Richard Rush - Eighth Attorney General, 1814-1817 sur le site du département de la Justice des États-Unis
- (en) « Richard Rush » sur le site du département du Trésor des États-Unis
- Notices d'autorité :   - VIAF
  - ISNI
  - LCCN
  - GND
  - Italie
  - Belgique
  - Pays-Bas
  - Israël
  - WorldCat
- Ressource relative à la recherche :   - Biodiversity Heritage Library
- Notices dans des dictionnaires ou encyclopédies généralistes :   - American National Biography
  - Britannica
  - Deutsche Biographie
  - Enciclopedia De Agostini